# Maîtresse (film)
Pour les articles homonymes, voir Maîtresse.
Pour plus de détails, voir Fiche technique et Distribution.
Maîtresse est un film français de Barbet Schroeder sorti en 1975. Il met en scène une dominatrice professionnelle tombant amoureuse d’un jeune provincial.

## Synopsis
Fraîchement arrivé  à Paris, Olivier (Gérard Depardieu) rejoint un copain qui l’embauche pour vendre des livres en faisant du porte-à-porte. Dans un vieil immeuble, ils viennent en aide à Ariane (Bulle Ogier), qui a des problèmes de plomberie, et qui leur apprend que l’appartement du dessous est inoccupé. Ils reviennent pour le cambrioler et découvrent qu’il est en fait le « donjon »  d’une dominatrice professionnelle, se retrouvant prisonniers... d’Ariane, descendue de son logement par un escalier amovible. Elle les libère en contrepartie d’un service très particulier rendu par Olivier lors d’une séance avec un client. Commence alors une idylle entre lui et Ariane...

## Fiche technique
- Réalisateur : Barbet Schroeder, assisté de Jean-François Stévenin
- Scénario : Barbet Schroeder et Paul Voujargol
- Directeur de la photographie : Néstor Almendros
- Montage : Denise de Casabianca
- Musique : Carlos d'Alessio
- Producteur : Pierre Andrieux
- Durée du film : 108 min.
- Dates de sortie : 
  - France : 28 avril 1975
  - États-Unis : 4 novembre 1976(New York)
  - Belgique : 19 mai 1977

## Distribution
- Gérard Depardieu : Olivier
- Bulle Ogier : Ariane
- André Rouyer : Mario
- Nathalie Keryan : Lucienne
- Tony Taffin : Émile
- Holger Löwenadler : Gautier
- Michel Pilorgé
- Reinhard Kolldehoff
- Roland Bertin : L'homme en cage
- Jeanne Herviale : La concierge

## Anecdotes
Les figurants masochistes n'étaient pas avertis qu'ils allaient participer à un tournage. Ce sont leurs maîtresses réelles qui les amenaient sur le plateau sans les prévenir : leur participation au film relevait de ce que les maîtresses leur imposaient.